# Lockheed-Constellation-Familie
Die Typenfamilie Lockheed Constellation (in der Fliegersprache „Connie“ bzw. „Super-Connie“ genannt) umfasst eine Reihe viermotoriger Propellerflugzeuge mit Kolbenmotoren des US-amerikanischen Flugzeugherstellers Lockheed. Der Prototyp der ersten Version, Lockheed Constellation, startete am 9. Januar 1943 in Burbank (Kalifornien) zum Erstflug. Die im Februar 1946 erstmals im Linienverkehr eingesetzte Constellation war nach der von 1938 bis 1940 nur zehnmal gebauten Boeing 307 Stratoliner das zweite Langstrecken-Verkehrsflugzeug, das sowohl mit einer Druckkabine als auch einer Klimaanlage ausgerüstet war. Die an den Strömungsverlauf angepasste geschwungene Form des Rumpfs führte dazu, dass die Constellation als eines der formschönsten und elegantesten Verkehrsflugzeuge betrachtet wird.
Durch verschiedene Weiterentwicklungen und Vergrößerungen entstanden die Super Constellation und schließlich die Starliner. Letztere gilt bis heute zusammen mit dem Konkurrenzmuster Douglas DC-7C als technischer Höhepunkt der Langstreckenflugzeuge mit Kolbenmotorantrieb. Nach insgesamt 856 gebauten Exemplaren wurde die Produktion 1958 eingestellt, erzwungen durch den Übergang zum Strahlflugzeugzeitalter.
Flugzeuge der Constellation-Baureihe wurden überwiegend von zivilen Nutzern, aber auch zahlreich von militärischen Betreibern eingesetzt. Bei letzteren dominierten mit über 300 Exemplaren die United States Air Force (USAF) und die US Navy.

## Geschichte

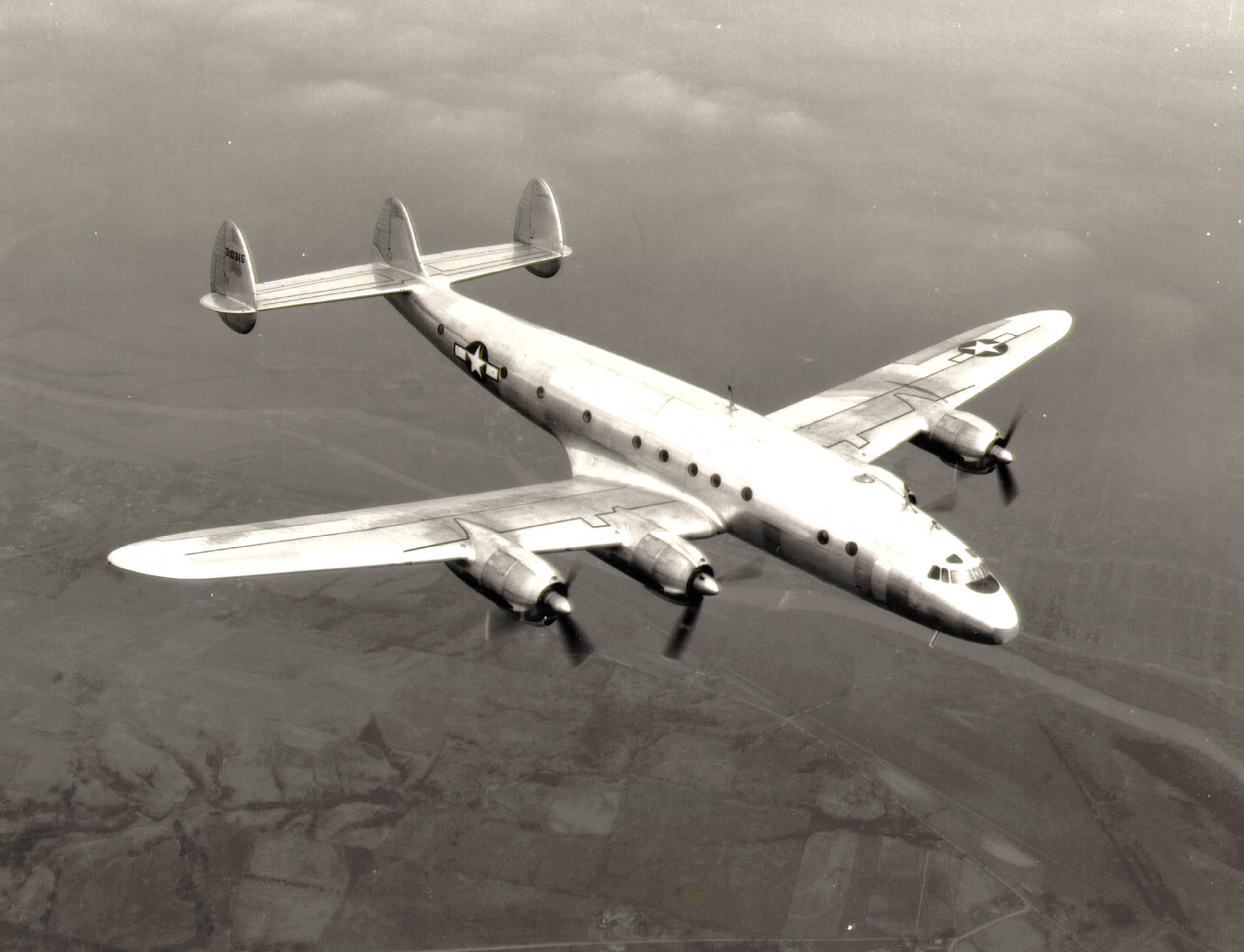
Lockheed L-049 (C-69), circa 1945

Im Sommer 1939 beauftragte der Milliardär Howard Hughes, Haupteigentümer der Trans World Airlines (TWA), die Firma Lockheed in Burbank damit, ein 40-sitziges Verkehrsflugzeug mit einer transkontinentalen Reichweite von rund 5500 km zu entwickeln.
Der Prototyp der L-049 Constellation absolvierte am 9. Januar 1943 von Burbank aus seinen Erstflug. Da die USA jedoch mittlerweile aktiv am Zweiten Weltkrieg teilnahmen, wurden die eigentlich von zivilen Fluggesellschaften in Auftrag gegebenen Maschinen als C-69 von den United States Army Air Forces (USAAF) übernommen. Diese bestellten zunächst weitere Exemplare, insgesamt 202 Stück, annullierten aber im Frühjahr 1945 den Auftrag schon wieder teilweise. Damit wurden nur 15 Flugzeuge der Reihe C-69 geliefert. Die übrigen für die USAAF in Bau befindlichen 51 Maschinen wurden bei Lockheed mit einer Bestuhlung für 33 bis 60 Passagiere zur Lieferung an zivile Fluggesellschaften umgerüstet. Als erste Luftfahrtgesellschaft startete die Pan American am 3. Februar 1946 auf der Strecke New York – Bermuda den Linienflugbetrieb mit der Constellation. Insgesamt wurden 88 Exemplare der Baureihe L-049 gefertigt.
Von der mit verstärktem Fahrwerk versehenen L-649, die ihren Erstflug am 19. Oktober 1946 absolvierte, und der mit größeren Tanks ausgerüsteten L-749, deren Erstflug am 14. März 1947 stattfand, wurden zusammen 145 Stück hergestellt. Damit wurden von der Grundversion der Constellation (mit dem kürzeren Rumpf) insgesamt 233 Exemplare gebaut.
Der Erstflug der um 5,65 m verlängerten L-1049 Super Constellation wurde am 13. Oktober 1950 durchgeführt. Sie wurde zur erfolgreichsten Variante, von der einschließlich militärischer Maschinen für die Streitkräfte der Vereinigten Staaten insgesamt 579 Stück gebaut wurden. Die maximale Passagierzahl konnte auf 109 erhöht werden, die Kabinenfenster wurden viereckig ausgelegt. Ein Teil der Untervarianten konnte mit optionalen Flügelspitzentanks ausstattet werden. 
Die L-1649 Starliner flog erstmals am 10. Oktober 1956. In den neu konstruierten Tragflächen konnten wesentlich größere Treibstofftanks untergebracht werden, durch die eine damals enorm große Reichweite von 8700 km bei voller Nutzlast erzielt werde konnte. 
Dieser Typ mit seinen hochgezüchteten, sehr komplexen und störanfälligen Triebwerken von je 3400 PS stellte zusammen mit dem Konkurrenzmuster Douglas DC-7C, das über dieselbe Version des Wright-R-3350-Motors verfügte, einerseits den technischen Höhepunkt der Langstreckenverkehrsflugzeuge mit Kolbenmotorantrieb dar, andererseits aber auch den Endpunkt von deren Entwicklung. Das Leistungspotential war ausgereizt, in rascher Folge waren Verkehrsflugzeuge mit Strahltriebwerken entstanden, deren größte Vorteile in ihrer hohen Reisegeschwindigkeit und der verbesserten Zuverlässigkeit und Bedienbarkeit ihrer Triebwerke lagen: Sud Aviation Caravelle (Erstflug 1955), Tupolew Tu-104 (ebenfalls 1955), Boeing 707 (1957) und Douglas DC-8 (1958). Als Folge konnten einschließlich des Prototyps von dieser letzten Version der Constellation nur noch 44 Stück produziert werden.

## Konstruktion

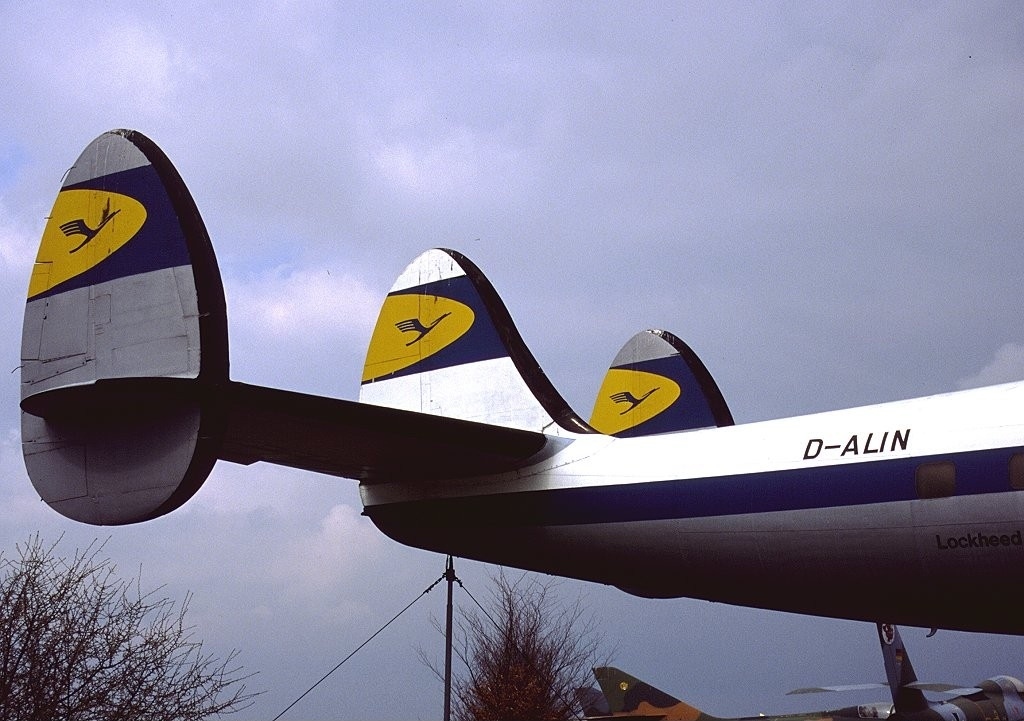
Das charakteristische dreiteilige Seitenleitwerk, hier einer L-1049G Super Constellation

Eines der markantesten Konstruktionsmerkmale der Constellation ist die Auslegung mit drei Seitenleitwerken, die gewählt wurde, um das Flugzeug an die Höhe der damaligen Hangars anzupassen. 
Die an den Strömungsverlauf angepasste, geschwungene Form des Rumpfs war zwar in der Herstellung sehr aufwendig, da alle Querspanten mit verschiedenen Abmessungen gefertigt werden mussten, verlieh der Maschine aber ungewöhnlich günstige aerodynamische Eigenschaften und ebenfalls ein charakteristisches Erscheinungsbild. Als erstes in Serie gebautes Verkehrsflugzeug neben der – gleichfalls seit 1939 in Entwicklung befindlichen – Douglas DC-4 erhielt sie das damals noch recht ungebräuchliche Bugradfahrwerk. 
Sämtliche Steuerflächen wurden durch Hydraulikzylinder betätigt, ein interessanter Gegensatz zu ihrem wichtigsten Nachfolgemuster, dem doppelt so schweren Strahlverkehrsflugzeug Boeing 707 von 1958, bei dem lediglich das Seitenruder hydraulisch betätigt wird. Die Vorderkanten nicht nur der Tragflächen, sondern auch des Leitwerks sind mit Enteisungsvorrichtungen versehen.
Ab den letzten zwölf gelieferten L-049 (und ebenso allen Versionen der L-649/-749) konnte unter dem Rumpf ein Behälter für zusätzliche Fracht oder Gepäck angebracht werden. In diesem „Speedpak“ genannten 10,05 m langen Behälter mit einem Volumen von 11,32 m3 konnten 3723 kg Ladung befördert werden.
Als Antrieb aller Versionen dienten in verschiedenen Varianten jeweils vier Doppelsternmotoren Wright R-3350 mit je 18 Zylindern.

## Produktion
Von 1942 bis 1958 wurden 856 Constellations aller Versionen in Burbank gefertigt, davon 352 für die US Air Force und die US Navy.
Der Höhepunkt der Produktion wurde 1956 mit 134 Exemplaren erreicht; im Jahr 1959 wurden nur noch die letzten vier Starliner ausgeliefert.

## Versionen

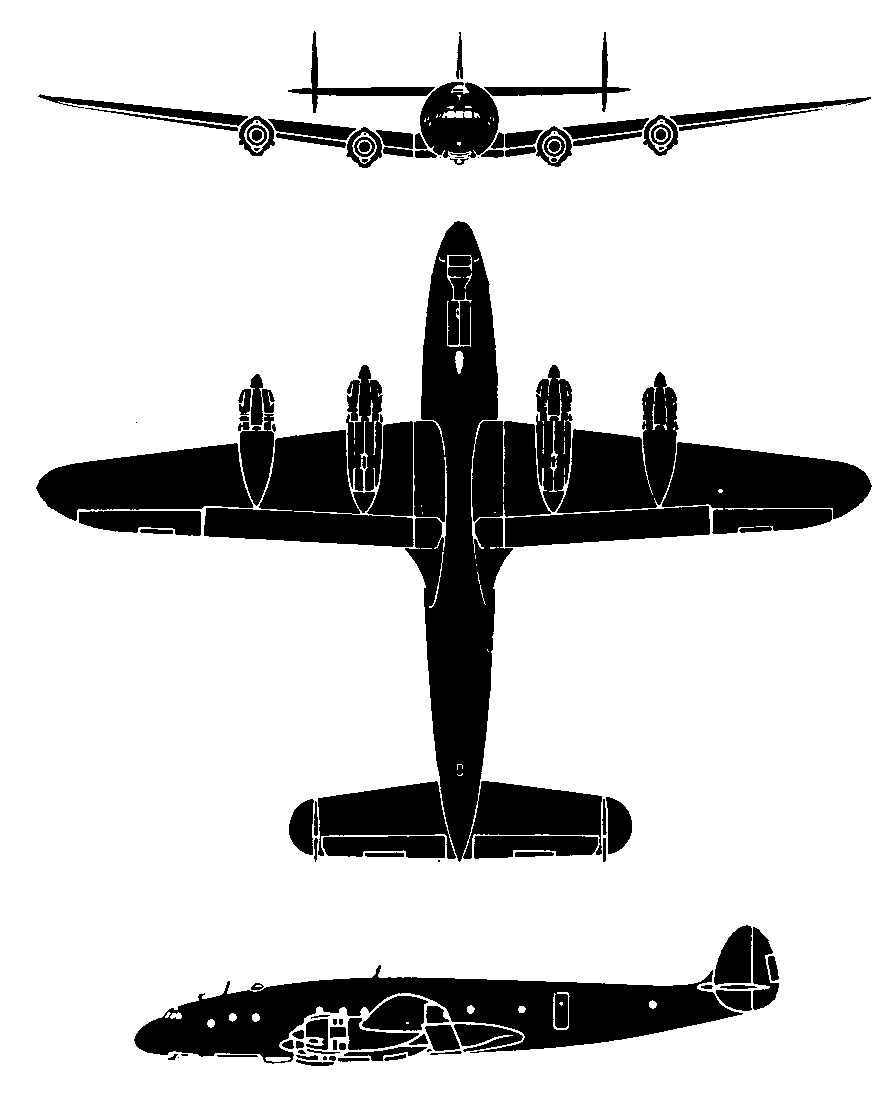
Lockheed L-749A

Lockheed L-1049C

Die 1943 erstmals geflogene Constellation wurde 1950 durch die um 5,65 m verlängerte Super Constellation ersetzt. Unter Verwendung desselben Rumpfes folgte schließlich 1956 der Starliner, welcher mit seinen neu konstruierten Tragflächen eine um insgesamt 7,82 m vergrößerte Spannweite von 45,72 m aufwies. 
Das Höchstabfluggewicht hatte sich von ursprünglich 39.157 kg auf bis zu 70.800 kg beim Starliner um über 80 % erhöht, die maximale Passagierzahl von 81 auf 112.

### Lockheed Constellation

#### Zivile Varianten
Von den folgenden Versionen wurden insgesamt 202 zivile Constellations hergestellt:
L-049
73 zivile Maschinen wurden gebaut. Erste Serienversion, Motoren mit je 2.200 PS, bis zu 81 Sitzplätze. Die letzte Auslieferung einer L-049 erfolgte am 23. Mai 1947 an KLM. 
L-649
19 Stück gebaut (14 L-649, 5 L-649A). R-3350-749C18BD-Motoren mit je 2.500 PS (1.865 kW), ausgelegt für 60 Sitzplätze. Verstärktes Fahrwerk. Anbau eines „Speedpak“ möglich. Die L-649 wurde von Mai 1947 (an Eastern Air Lines) bis Februar 1951 (an Chicago and Southern Air Lines) geliefert.
L-749
60 Stück gebaut. L-649 mit größeren Tanks (22.000 l Tankinhalt) für Nonstop-Flüge über den Atlantik. Erste Auslieferung am 18. April 1947 an Air France, letzte am 7. Dezember 1949 an Eastern Air Lines.
L-749A
66 wurden gebaut, davon 54 als zivile und 12 als militärische Varianten. An Struktur und Fahrwerk verstärkte L-749, erhöhtes Höchstabfluggewicht. KLM erhielt am 16. September 1948 die erste L-749A, Air France die letzte Standard-Constellation am 17. September 1951.

#### Militärische Varianten

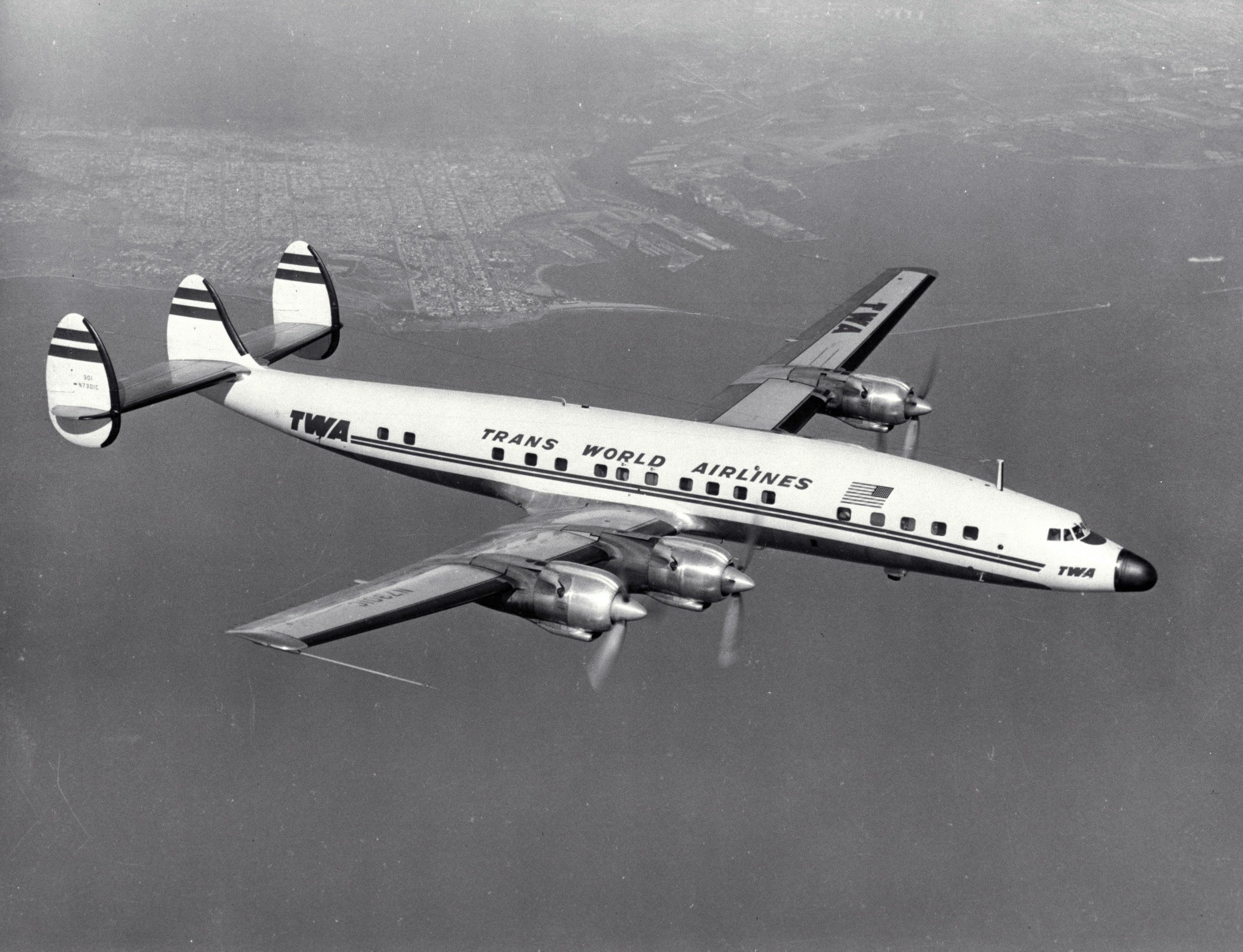
Lockheed L-1649 Starliner

L-04915 militärische Exemplare gebaut:
US Air Force: C-69 (14 Stück), C-69C (1 Stück).
- C-121A, C-121B
- PO-1W.

### L-1049 Super Constellation
Für die Konstruktion der L-1049 wurde der Rumpf um 5,61 m verlängert; es konnten bis zu 109 Sitzplätze installiert werden. Einschließlich der militärischen Varianten wurden 579 Exemplare gebaut. Eastern Airlines erhielt die erste L-1049 am 26. November 1951; die letzte Super Constellation ging am 7. September 1959 an Slick Airways. 

#### Zivile Varianten
Von den folgenden Versionen wurden insgesamt 259 zivile Super Constellations hergestellt:
L-104924 Stück gebaut. Version mit 2.500 PS (1.865 kW) R-3350-749C18BD-Motoren, Einführung eckiger Fenster.
L-1049C48 Stück gebaut. Stärkere R-3350-87ТС18DA-1-Motoren mit je 3.250 PS (2.425 kW).
L-1049D4 Stück gebaut. Quick-Change Version der L-1049C, Frachtversion umrüstbar für 109 Passagiere.
L-1049E28 Stück gebaut. Verbesserte L-1049C mit erhöhtem Höchstabfluggewicht.
L-1049G102 Stück gebaut. 3.400 PS (2.536 kW) R-3350-972ТС18DA-3-Motoren; optional waren Flügelspitzentanks und ein Wetterradar verfügbar. Weiter auf 62.369 kg erhöhtes Höchstabfluggewicht, später 63.560 kg. Verbesserte Schalldämpfung in der Kabine.
L-1049H53 Stück gebaut. Quick-Change Version der L-1049G, als Fracht- oder Passagierflugzeug für maximal 94 Passagiere nutzbar.

#### Militärische Varianten
Es wurden insgesamt 320 militärische Exemplare der Super Constellation an die Betreiber US Air Force und US Navy geliefert:

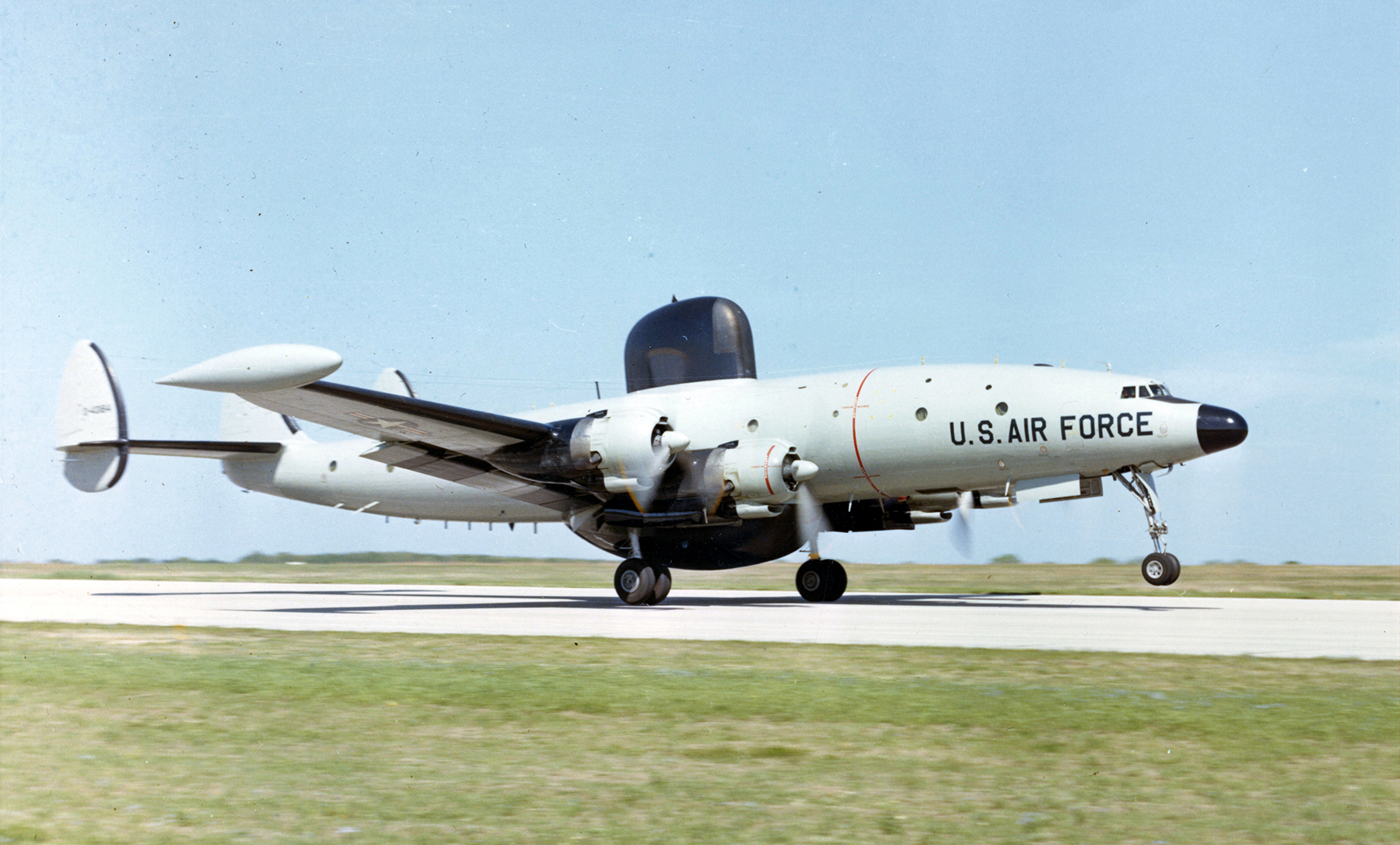
Lockheed EC-121K

- USAF: C-121 – alle Varianten ab C-121C
- US Navy: R7V, WV-2, WV-3.[22]

L-1049A222 Stück gebaut:
US Air Force: RC-121D (72 Stück),
US Navy: WV-2 (142 Stück), WV-3 (8 Stück).
L-1049B61 Stück gebaut:
US Air Force: RC-121C (10 Stück), VC-121E (1 Stück),
US Navy: R7V-1 (50 Stück).
L-1049F33 Stück gebaut:
US Air Force: C-121C.
L-1249A4 Stück gebaut:
US Air Force: YC-121F (2 Stück),
US Navy: R7V-2 (2 Stück).

### L-1649 Starliner
44 Stück gebaut. Rumpf wie L-1049, aber neu konstruierte Tragflächen mit einer um insgesamt 7,82 m vergrößerten Spannweite von 45,72 m. 
Größere Treibstofftanks, Reichweite von 8700 km bei voller Nutzlast, maximales Startgewicht 70.762 kg.

## Nutzung
Die L-049 Constellation wurde überwiegend von US-amerikanischen Fluggesellschaften bestellt. In Europa entschieden sich Air France, BOAC und KLM für diesen Flugzeugtyp. 
Vom Kauf der L-649/-649A konnten lediglich Eastern Air Lines (14 L-649) und Chicago and Southern Air Lines (5 L-649A) überzeugt werden.

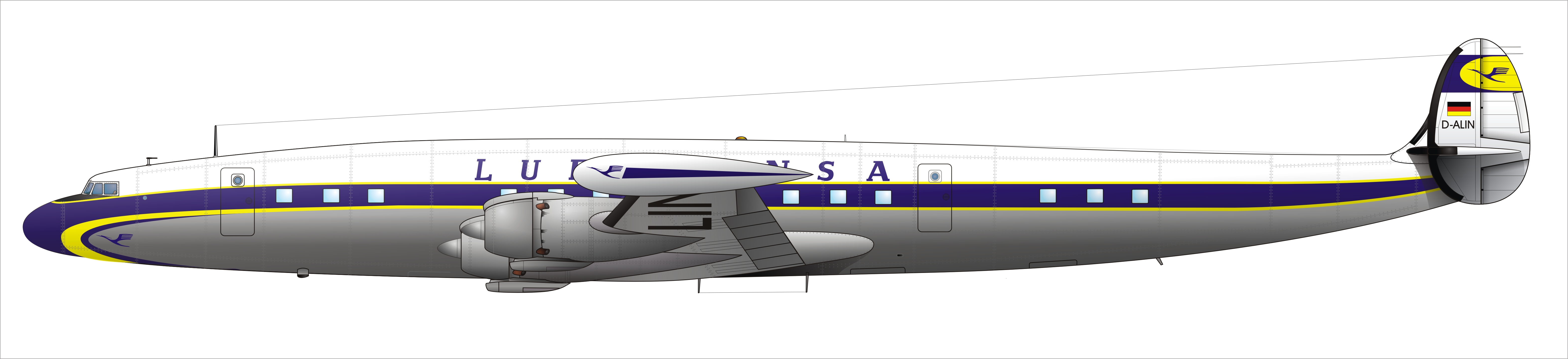
Lockheed L-1049G Super Constellation der Lufthansa

Fabrikneue L-749 wurden in Europa von Air France, KLM sowie Aerlinte Eireann gekauft. 
Außerhalb der USA konnte Lockheed die Gesellschaften Air India, Avianca, Linea Aeropostal Venezolana (LAV), QANTAS und South African Airways (SAA) als Käufer gewinnen. 
Von den 259 zivilen L-1049 Super Constellation konnten zahlreiche Exemplare auch an die europäischen Air France, Iberia Líneas Aéreas de España, KLM, Lufthansa sowie Transportes Aéreos Portugueses (TAP) geliefert werden. 
Die letzte Version, L-1649 Starliner, wurde nur noch von drei Fluggesellschaften bestellt: TWA (29 Stück), 
Air France (10) und Lufthansa (4).